# Santa Vitória
Santa Vitória este un oraș în Minas Gerais (MG), Brazilia.